# Richard Holm
Richard Holm, es un popular director, escritor y actor sueco.

## Carrera
En 1998 se unió al equipo de producción de la segunda temporada de la serie c/o Segemyhr.
Entre el 2009 y el 2015 fue director de las populares películas Johan Falk: National Target, Johan Falk: Leo Gaut, Johan Falk: Organizatsija Karayan, Johan Falk: Barninfiltratören, Johan Falk: Ur askan i elden, Johan Falk: Lockdown y Johan Falk: Slutet, las cuales forman parte de la franquicia de Johan Falk, la cual está conformada por 20 películas. Richard también formó parte del equipo de producción de las películas Johan Falk: Tyst diplomati donde fue el escritor y en Johan Falk: Leo Gaut donde fue productor.
En 2011 dirigió la película de drama y guerra Gränsen, la cual fue protagonizada por Jens Hultén, Martin Wallström, Henrik Norlén y André Sjöberg.
Ese mismo año dirigió las películas Irene Huss - Den som vakar i mörkret y Irene Huss - Det lömska nätet las cuales forman parte de la franquicia de Irene Huss la cual está conformada por 12 películas.
En el 2013 dirigió la película Fjällbackamorden: Vänner för livet, la cual forma parte de la franquicia de Fjällbackamorden la cual está conformada por 6 películas.
En el 2015 se unió al equipo de producción de la serie sueca Gåsmamman donde funciona como director.

## Filmografía

### Director

#### Series de televisión
| Año             | Título         | Notas        |
| --------------- | -------------- | ------------ |
| 2015 - presente | Gåsmamman      | 26 episodios |
| 2008 - 2009     | Oskyldigt dömd | 8 episodios  |
| 2007 - 2008     | Andra Avenyn   | 6 episodios  |
| 2003            | Skeppsholmen   | 4 episodios  |
| 2000 - 2001     | Hotel Seger    | 33 episodios |
| 1999            | Det spökar     | 3 episodios  |
| 1999            | Nya tider      | 58 episodios |
| 1997 - 1999     | Tre kronor     | 12 episodios |

#### Películas
| Año  | Título                                   | Notas |
| ---- | ---------------------------------------- | ----- |
| 2015 | Johan Falk: Slutet                       | -     |
| 2015 | Johan Falk: Lockdown                     | -     |
| 2015 | Johan Falk: Ur askan i elden             | -     |
| 2013 | Fjällbackamorden: Vänner för livet       | -     |
| 2012 | Johan Falk: Barninfiltratören            | -     |
| 2011 | Irene Huss - Det lömska nätet            | -     |
| 2011 | Irene Huss - Den som vakar i mörkret     | -     |
| 2011 | Gränsen                                  | -     |
| 2012 | Johan Falk: Organizatsija Karayan        | -     |
| 2009 | Johan Falk: Leo Gaut                     | -     |
| 2009 | Johan Falk: National Target              | -     |
| 2000 | Sex, lögner & videovåld                  | -     |
| 1989 | The Resurrection of Michael Myers Part 2 | -     |
| 1987 | The Resurrection of Michael Myers        | -     |

### Asistente de director

#### Series de televisión
| Año                    | Título                   | Notas                                                                           |
| ---------------------- | ------------------------ | ------------------------------------------------------------------------------- |
| 2002, 2007 2006 - 2007 | Beck                     | 4 episodios - asistente del director 2 episodios - primer asistente de director |
| 2004                   | Om Stig Petrés hemlighet | 3 episodios - asistente de director - miniserie                                 |
| 2003                   | Ramona                   | asistente de director - miniserie                                               |
| 2002                   | Skeppsholmen             | 4 episodios - primer asistente de director                                      |
| 2002                   | Stackars Tom             | primer asistente de director - miniserie                                        |
| 2000                   | Låt stå!                 | primer asistente de director                                                    |
| 1998                   | c/o Segemyhr             | primer asistente de director                                                    |
| 1998                   | Skilda världar           | primer asistente de director                                                    |
| 1994                   | Tre kronor               | primer asistente de director                                                    |

#### Películas
| Año  | Título                       | Notas                         |
| ---- | ---------------------------- | ----------------------------- |
| 2011 | Gränsen                      | primer asistente de director  |
| 2006 | Svalan, katten, rosen, döden | primer asistente de director  |
| 2006 | Moreno & tystnaden           | director de la segunda unidad |
| 2005 | Carambole                    | primer asistente de director  |
| 1997 | Svensson Svensson - Filmen   | primer asistente de director  |

### Productor, escritor y editor
| Año  | Título                                           | Notas                                    |
| ---- | ------------------------------------------------ | ---------------------------------------- |
| 2015 | Johan Falk: Lockdown                             | escritor                                 |
| 2015 | Johan Falk: Tyst diplomati                       | escritor                                 |
| 2009 | Johan Falk: Leo Gaut                             | productor                                |
| 2002 | Kalle Blomkvist - Mästerdetektiven lever farligt | jefe de producción - miniserie           |
| 2000 | Sex, lögner & videovåld                          | productor, escritor y editor             |
| 1999 | Nya tider                                        | serie de televisión - productor creativo |
| 1996 | Kalle Blomkvist - Mästerdetektiven lever farligt | jefe de producción                       |
| 1989 | The Resurrection of Michael Myers 2              | escritor                                 |
| 1987 | The Resurrection of Michael Myers                | escritor y editor                        |

### Departamento de arte
| Año  | Título                   | Notas                                            |
| ---- | ------------------------ | ------------------------------------------------ |
| 2004 | Om Stig Petrés hemlighet | 3 episodios - (diseñador de títulos) - miniserie |

### Departamento de locación
| Año              | Título     | Notas                                                |
| ---------------- | ---------- | ---------------------------------------------------- |
| 1994 - 1995 1995 | Tre kronor | gerente de locación asistente de gerente de locación |

### Doble de acción
| Año  | Título                                   | Notas               |
| ---- | ---------------------------------------- | ------------------- |
| 2000 | Sex, lögner & videovåld                  | -                   |
| 1989 | The Resurrection of Michael Myers Part 2 | secuencia de acción |

### Cinematografía
| Año  | Título                  | Notas                                     |
| ---- | ----------------------- | ----------------------------------------- |
| 2000 | Sex, lögner & videovåld | director de fotografía y decorador de set |

### Actor

#### Películas
| Año  | Título                                   | Personaje         | Notas                                                                                             |
| ---- | ---------------------------------------- | ----------------- | ------------------------------------------------------------------------------------------------- |
| 2015 | Johan Falk: Lockdown                     | Detective Forense | junto a Jakob Eklund, Jens Hultén, Meliz Karlge, Henrik Norlén, Mårten Svedberg y Alexander Karim |
| 2003 | Elaka Rune & Sune 4 - Domedagen          | Richard           | junto a Johannes Pinter, Sven-Erik Olsson, Albert Avramovic, Mike Beck y Nicolas Debot            |
| 2000 | Sex, lögner & videovåld                  | Hombre Extraño    | junto a Mike Beck, Johan Holm, Zara Zetterqvist, Camilla Henemark, Micke Dubois y Jan Larsson     |
| 1989 | The Resurrection of Michael Myers Part 2 | -                 | junto a Mike Beck, Jan Larsson, Anders Ek, Joachim Lindman y Gunnar Rehlin                        |
| 1987 | The Resurrection of Michael Myers        | -                 | junto a Mikael Lindgren, Mike Beck, Sven-Erik Olsson, Johannes Pinter y Jan Larsson               |